# Rocky Marciano
Rocky Marciano (Brockton, 1. rujna 1923. – Des Moines, 31. kolovoza 1969.), bio je slavni američki boksač teške kategorije. Marciano je postao slavan po tome što je jedini borac teške kategorije u povijesti boksa (2020.) bez zabilježenog poraza u svojoj profesionalnoj karijeri. Prema dosadašnjim podatcima (2020.) Marciano je isto tako prema tjelesnim statistikama bio jedan on kraćih (178 cm), lakših boksača (88 kg) teške kategorije s jednim od najkraćih dosega ruke (176 cm) u svojoj kategoriji koji je uspio pobijediti mnogo veće protivnike. Inače težina i doseg ruke su jedan od ključinh čimbenika koji daju prednost boksačima tijekom borbe. Ovaj nesrazmjer u karakteristikama tijela, isto tako je donio slavu Marcianu, jer je bez obzira na nesrazmjer u svojim tjelesnim osobinama uspijevao savladati boksače koji su po svojim karakteristikama bili puno teži, viši, ili su imali bolje karakteristike u svom zamahu.

## Životopis
Rođen Rocco Francis Marchegiano, odrastao je u južnom dijelu Brocktona u američkoj saveznoj državi Massachusetsu. Njegovi roditelji su bili talijanski migranti Pierino Marchegiano and Pasqualina Picciuto. Njegov otac je porijekom iz Ripa Teatina, Abruzzo, dok mu je majka porijeklom iz San Bartolomeo in Galdo, Campania. Rocky je imao dva brata Louis (Sonny) i Peter, te tri sestre Alice, Concetta i Elizabeth. Kada je bio 18 mjeseci star, Rocky je bio na samrti kad se razbolio od upale pluća.
U svojoj mladosti, Rocky je vježbao na ručno izrađenim tegovima, te je boksao na starim vrećama za poštu koje bi objesio na stablu u vrtu iza kuće. Kasnije je postao i klijent poznatog lokalnog trenera Charlesa Atlasa.  Dok je pohađao srednju školu u Brockton High School, bio je angažiran u momčadima za bejzbol i američkom nogometu. Kada nije uspio ući u školsku bejzbolsku momčad, prijavo se za bezbolsku momčad u crkvenoj ligi. Zbog toga je prekršio pravilo škole gdje nije smio biti član drugih liga i timova dok je bio prijavljen za školsku ligu. Rocky je napustio srednju školu nakon što je završio 2. srednje (10. godinu školovanja). Poslije napuštanja srednje škole Rocky je radio kao nisko kvalificirani radnik na raznim radnim mjestima kao utovarivač na kamionima za tvrtku Brockton Ice and Coal Company, kopač kanala, radnik na željezničkim prugama i kao postolar. Živio je u Hanson, Massachusetts. U ožujku 1943. godine Marciano je bio pozvan u vojsku SAD s obvezom službe od dvije godine. Poslije je bio premješten u Swansea, Wales gdje je radio u logističkoj službi za Američku vojsku. Po završetku Drugog svjetskog rata, Rocky je bio premješten u Fort Lewis američka savezna država Washington, gdje je tamo je dočekao kraj svoje službe u ožujku 1946. godine.
Marciano se upoznao s Barbara Cousins 1947. godine. Barbara je bila kći umirovljenog policijskog vodnika iz Broktona. Rocky i Barbara vjenčani 31. prosinca 1950. godine. Skupa su imali kćerku Mary Ann. Kasnije su usvojili sina Rocco Kevina. Barbara umire od raka pluća 1974. godine.

## Amaterska karijera
Dok je čekao kraj svog vojnog roka Marciano je postao reprezentativac kopnene vojske, i bio postao je pobjednik Vojnog boksačkog amaterskog turnira 1946. godine. Rockieva amaterska karijera završila je 17. ožujka 1947. godine kada je imao svoj prvi profesionali nastup u Valley Arena Gardens u Holyoke, Massachusetts kada je pobijedio lokalnog borca Lee Eppersona u tri runde.
U kasnom ožujku 1947, Marciano je s nekoliciom svojih prijatelja otputovao je u Fayetteville, North Carolina, da se oprobaju za bejzbolsku momčad Fayetteville Cubs. Momčad Fazetteville Cubs bili klub koji je bio povezan s bejzbolskim klubom Chicago Cubs. Marciano je izdržao samo tri tjedna u tom timu, i pošto nije mogao naći mjesto na nekom drugom bejzbolskom timu vraća se u Brockton gdje ponovno počinje trenirati boks s dugogodišnjim prijateljom Allie Colombo. Al Weill i Chick Wergeles služili su kao njegovi manageri, dok je Charley Goldman bio njegov trener i mentor. 
Marciano se vratio amaterskom boksu returned i borio se za zlatne rukavice Golden Gloves u All-East Championship Tournament u ožujku 1948. godine. Tu je bio jedva poražen od strane Coleya Wallacea. Borba je trebala biti remi. Marciano je se nastavio takmičiti kao amaterski boksač u proljeću 1948. godine u ligi AAU gdje je ušao u kvalifikacije za olimpijadu u Boston Garden. U kvalifikacijama za olimpijadu on je uspio nokautirati Georgea McInnisa. U borbi s McInnisom, Marciano je ozlijedio svoje ruke, i bio je prisiljen napusititi turnir. Ovo je bio zadnji Marcianova borba kao amaterski boksač. Marcianov amaterski uspjeh bio je 8:4 (pobjede:porazi). Prema mnogim drugima Marcianov uspjeh u amaterskom boksu drži bodovni rezultat od 9:4 Ta razlika u bodovanju je zbog greške u bilježenju mečeva od strane službenika koji su vodili zapise u to vrijeme. Od trinaest nastupa, rezultat: 9-4 sa sedam nokauta.[nedostaje izvor] Sljedeći rezultati su zabilježeni:
- 1948 New England AAU Heavyweight Championship in Boston, Massachusetts. Results:
  - 22. ožujka - Sal Fichera, KO 3
  - 22. ožujka - George McInnis - W 3

- 1948 All Eastern Coast Golden Gloves Championship u Brooklyn, New York. 
  - 1. ožujka - Coley Wallace, L 3 (razdvojena odluka - osporavana odluka)

- 1948 New England Tournament of Champions in Lowell, Massacusetts.
  - 18. veljače - George McInnis, TKO 1
  - 17. veljače- Ralph Piscopo, WO (nije se pojavio)

- 1948 Massachusetts/Rhode Island Golden Gloves Heavyweight Championship u Lowellu, Massachusetts
  - 2. veljače - Charles Mortimer, KO 3
  - 2. veljače - Dan Solomont, TKO 1

- 1947 Massachusetts State Amateur Heavyweight Championship u Bostonu, Massachusetts. 
  - 17. siječnja Jim Connolly, KO 1
  - 17. siječnja Bob Girard, L 3

- - 1947 National Junior AAU Heavyweight Championship u Portlandu, Oregan.
  - 22. kolovoza - Frederic Ross, KO 1
  - 22. kolovoza - Richard Jarvis, KO 1
  - 22. kolovoza - Joe DeAngelis, L 3

- 1. travnja 1946.  - Henry Lester, L DQ 3

## Profesionalna karijera
| No. | Rezultat | Record | Protivnik                          | Vrsta | Runda, vrijeme | Datum               | Mjesto                                                              | Opaske                                                 |
| --- | -------- | ------ | ---------------------------------- | ----- | -------------- | ------------------- | ------------------------------------------------------------------- | ------------------------------------------------------ |
| 49  | Pobjeda  | 49–0   | SAD Archie Moore                   | KO    | 9 (15), 1:19   | 21. rujna 1955.     | SAD Yankee Stadium, New York City, New York, SAD                    | Zadržao NBA, The Ring i naslov prvaka teške kategorije |
| 48  | Pobjeda  | 48–0   | Ujedinjeno Kraljevstvo Don Cockell | TKO   | 9 (15), 0:54   | 16. svibnja 1955.   | SAD Kezar Stadium, San Francisco, California, U.S                   | The Ring i naslov prvaka teške kategorije              |
| 47  | Pobjeda  | 47–0   | SAD Ezzard Charles                 | KO    | 8 (15), 2:36   | 17. rujna 1954.     | SAD Yankee Stadium, New York City, New York, SAD                    | Zadržao NBA, The Ring i naslov prvaka teške kategorije |
| 46  | Pobjeda  | 46–0   | SAD Ezzard Charles                 | UD    | 15             | 17. lipnja 1954.    | SAD Yankee Stadium, New York City, New York, SAD                    | Zadržao NBA, The Ring i naslov prvaka teške kategorije |
| 45  | Pobjeda  | 45–0   | SAD Roland La Starza               | TKO   | 11 (15)        | 24. rujna 1953.     | SAD Polo Grounds, New York City, New York, SAD                      | Zadržao NBA, The Ring i naslov prvaka teške kategorije |
| 44  | Pobjeda  | 44–0   | SAD Jersey Joe Walcott             | KO    | 1 (15), 2:25   | 15. svibnja 1953.   | SAD Chicago Stadium, Chicago, Illinois, SAD                         | Zadržao NBA, The Ring i naslov prvaka teške kategorije |
| 43  | Pobjeda  | 43–0   | SAD Jersey Joe Walcott             | KO    | 13 (15), 0:43  | 23. rujna 1952.     | SAD Philadelphia Municipal Stadium, Philadelphia, Pennsylvania, SAD | Pobijedio NBA, The Ring, i lineal heavyweight titles   |
| 42  | Pobjeda  | 42–0   | SAD Harry Matthews                 | KO    | 2 (10), 2:04   | 28. srpnja 1952.    | SAD Yankee Stadium, New York City, New York, SAD                    |                                                        |
| 41  | Pobjeda  | 41–0   | SAD Bernie Reynolds                | KO    | 3 (10), 2:21   | 12. svibnja 1952.   | SAD Auditorium, Providence, Rhode Island, SAD                       |                                                        |
| 40  | Pobjeda  | 40–0   | SAD Gino Buonvino                  | KO    | 2 (10), 1:35   | 21. travnja 1952.   | SAD Auditorium, Providence, Rhode Island, SAD                       |                                                        |
| 39  | Pobjeda  | 39–0   | SADLee Savold                      | RTD   | 6 (10), 3:00   | 13. veljače 1952.   | SAD Convention Hall, Philadelphia, Pennsylvania, SAD                |                                                        |
| 38  | Pobjeda  | 38–0   | SAD Joe Louis                      | TKO   | 8 (10)         | 26. listopada 1951. | SAD Madison Square Garden, New York City, New York, SAD             |                                                        |
| 37  | Pobjeda  | 37–0   | SAD Freddie Beshore                | KO    | 4 (10), 0:50   | 27. kolovoza 1951.  | SAD Boston Garden, Boston, Massachusetts, SAD                       |                                                        |
| 36  | Pobjeda  | 36–0   | SAD Rex Layne                      | KO    | 6 (10), 0:35   | 21. srpnja 1951.    | SAD Madison Square Garden, New York City, New York, SAD             |                                                        |
| 35  | Pobjeda  | 35–0   | SAD Willis Applegate               | UD    | 10             | 30. travnja 1951.   | SAD Auditorium, Providence, Rhode Island, SAD                       |                                                        |
| 34  | Pobjeda  | 34–0   | SAD Art Henri                      | TKO   | 9 (10), 2:51   | 26. ožujka 1951.    | SAD Auditorium, Providence, Rhode Island, SAD                       |                                                        |
| 33  | Pobjeda  | 33–0   | SAD Harold Mitchell                | TKO   | 2 (10), 2:45   | 20. ožujka 1951.    | SAD Auditorium, Hartford, Connecticut, SAD                          |                                                        |
| 32  | Pobjeda  | 32–0   | SAD Keene Simmons                  | TKO   | 8 (10), 2:54   | 20. siječnja 1951.  | SAD Auditorium, Providence, Rhode Island, SAD                       |                                                        |
| 31  | Pobjeda  | 31–0   | SAD Bill Wilson                    | TKO   | 1 (10), 1:50   | 18. prosinca 1950.  | SAD Auditorium, Providence, Rhode Island, SAD                       |                                                        |
| 30  | Pobjeda  | 30–0   | SAD Ted Lowry                      | UD    | 10             | 13. studenog 1950.  | SAD Auditorium, Providence, Rhode Island, SAD                       |                                                        |
| 29  | Pobjeda  | 29–0   | SAD Johnny Shkor                   | TKO   | 6 (10), 1:28   | 18. rujna 1950.     | SAD Auditorium, Providence, Rhode Island, SAD                       |                                                        |
| 28  | Pobjeda  | 28–0   | Italija Gino Buonvino              | TKO   | 10 (10), 0:25  | 10. srpnja 1950.    | SAD Braves Field, Boston, Massachusetts, SAD                        |                                                        |
| 27  | Pobjeda  | 27–0   | SAD Eldridge Eatman                | TKO   | 3 (10)         | 5. lipnja 1950.     | SAD Auditorium, Providence, Rhode Island, SAD                       |                                                        |
| 26  | Pobjeda  | 26–0   | SAD Roland La Starza               | SD    | 10             | 24. ožujka 1950.    | SAD Madison Square Garden, New York City, New York, SAD             |                                                        |
| 25  | Pobjeda  | 25–0   | SAD Carmine Vingo                  | KO    | 6 (10), 1:46   | 30. prosinca 1949.  | SAD Madison Square Garden, New York City, New York, SAD             |                                                        |
| 24  | Pobjeda  | 24–0   | SAD Phil Muscato                   | TKO   | 5 (10), 1:15   | 19. prosinca 1949.  | SAD Auditorium, Providence, Rhode Island, SAD                       |                                                        |
| 23  | Pobjeda  | 23–0   | SAD Pat Richards                   | TKO   | 2 (8), 0:39    | 2. prosinca 1949.   | SAD \|Madison Square Garden, New York City, New York, SAD           |                                                        |
| 22  | Pobjeda  | 22–0   | SAD Joe Dominic                    | KO    | 2 (10), 2:26   | 7. studenog 1949.   | SAD Auditorium, Providence, Rhode Island, SAD                       |                                                        |
| 21  | Pobjeda  | 21–0   | SAD Ted Lowry                      | UD    | 10             | 10. listopada 1949. | SAD Auditorium, Providence, Rhode Island, SAD                       |                                                        |
| 20  | Pobjeda  | 20–0   | SAD Tommy DiGiorgio                | KO    | 4 (10), 2:04   | 26. rujna 1949.     | SAD Auditorium, Providence, Rhode Island, SAD                       |                                                        |
| 19  | Pobjeda  | 19–0   | SAD Pete Louthis                   | KO    | 3 (10)         | 30. kolovoza 1949.  | SAD New Page Arena, New Bedford, Massachusetts, SAD                 |                                                        |
| 18  | Pobjeda  | 18–0   | Poljska Harry Haft                 | KO    | 3 (10), 2:21   | 18. srpnja 1949.    | SAD Auditorium, Providence, Rhode Island, SAD                       |                                                        |
| 17  | Pobjeda  | 17–0   | Kanada Don Mogard                  | UD    | 10             | 23. svibnja 1949.   | SAD Auditorium, Providence, Rhode Island, SAD                       |                                                        |
| 16  | Pobjeda  | 16–0   | SAD Jimmy Evans                    | TKO   | 3 (10)         | 2. svibnja 1949.    | SAD Auditorium, Providence, Rhode Island, SAD                       |                                                        |
| 15  | Pobjeda  | 15–0   | SAD Jimmy Walls                    | KO    | 3 (10), 2:44   | 11. travnja 1949.   | SAD Auditorium, Providence, Rhode Island, SAD                       |                                                        |
| 14  | Pobjeda  | 14–0   | SAD Artie Donato                   | KO    | 1 (10), 0:33   | 28. ožujka 1949.    | SAD Auditorium, Providence, Rhode Island, SAD                       |                                                        |
| 13  | Pobjeda  | 13–0   | SAD Johnny Pretzie                 | TKO   | 5 (10), 1:46   | 21. ožujka 1949.    | SAD Auditorium, Providence, Rhode Island, SAD                       |                                                        |
| 12  | Pobjeda  | 12–0   | SAD Gilley Ferron                  | TKO   | 2 (6), 2:21    | 14. prosinca 1948.  | SAD Convention Hall, Philadelphia, Pennsylvania, SAD                |                                                        |
| 11  | Pobjeda  | 11–0   | SAD James Patrick Connolly         | TKO   | 1 (8), 1:57    | 29. studenog 1948.  | SAD Auditorium, Providence, Rhode Island, SAD                       |                                                        |
| 10  | Pobjeda  | 10–0   | SAD Bob Jefferson                  | TKO   | 2 (6), 2:30    | 4. listopada 1948.  | SAD Auditorium, Providence, Rhode Island, SAD                       |                                                        |
| 9   | Pobjeda  | 9–0    | SAD Gilbert Cardone                | KO    | 1 (4), 0:36    | 30. rujna 1948.     | SAD Uline Arena, Washington, D.C., SAD                              |                                                        |
| 8   | Pobjeda  | 8–0    | SAD Bill Hardeman                  | KO    | 1 (6)          | 20. rujna 1948.     | SAD Auditorium, Providence, Rhode Island, SAD                       |                                                        |
| 7   | Pobjeda  | 7–0    | SAD Humphrey Jackson               | KO    | 1 (6), 1:08    | 13. rujna 1948.     | SAD Auditorium, Providence, Rhode Island, SAD                       |                                                        |
| 6   | Pobjeda  | 6–0    | SAD Jimmy Weeks                    | TKO   | 1 (6), 2:50    | 30. kolovoza 1948.  | SAD Auditorium, Providence, Rhode Island, SAD                       |                                                        |
| 5   | Pobjeda  | 5–0    | Kanada Eddie Ross                  | KO    | 1 (6), 1:03    | 23. kolovoza 1948.  | Kanada Auditorium, Providence, Rhode Island, SAD                    |                                                        |
| 4   | Pobjeda  | 4–0    | SAD Bobby Quinn                    | KO    | 3 (4), 0:22    | 9. kolovoza 1948.   | SAD Auditorium, Providence, Rhode Island, SAD                       |                                                        |
| 3   | Pobjeda  | 3–0    | SAD John Edwards                   | KO    | 1 (4), 1:19    | 19. srpnja 1948.    | SAD Auditorium, Providence, Rhode Island, SAD                       |                                                        |
| 2   | Pobjeda  | 2–0    | SAD Harry Bilazarian               | TKO   | 1 (4)          | 12. srpnja 1948.    | SAD Rhode Island Auditorium, Providence, Rhode Island, SAD          |                                                        |
| 1   | Pobjeda  | 1–0    | SAD Lee Epperson                   | KO    | 3 (4), 0:42    | 17. ožujka 1947.    | SAD Valley Arena Gardens, Holyoke, Massachusetts, SAD               |                                                        |

## Život posilje boksa
Marciano se mislio vratiti boksu 1959. godine kad je Ingemar Johansson pobijedio šampionat teške kategorije protiv Floyda Pattersona dne 26. lipnja 1959. godine. Nakon nekoliko mjeseci treniranja, Marciano je odlučio da neće više pomišljati na povratak u boksački ring kao profesionalni borac. Godine 1961., Marciano se sve više okretao prema televiziji, i prvi put je nastupao u tv-seriji Combat! u epizodi "Maskarada". Iste godine je predvodio tjednu TV emisiju o boksu. Kratko je radio kao pomoćni sudac u hrvanju (Marciano je bio vješt hrvač u srednjoj školi). Marciano je nastavio dalje komentirati i suditi boks utakmice, te je bio je aktivni patner i pod predsjednik u fanšiznoj
tvrtci Papa Luigi Spagghetti Dens. Pred kraj srpnja 1969., nešto prije njegove smrti Marciano je sudjelovao u snimanju filma The Superfight: Marciano vs. Ali. Ovaj film je bio napravljen na osnovi računalne simulacije fiktivnog meča između Marciana i Mohammeda Alija, prema statistikama koje su oba borca imala u vrhuncu svoji karijera. Ovaj film je bio prvi put prikazan preko televizije 20. siječnja 1970. godine, i imao je dva završetka: jedan u kojem je Marciano pobijedio, a drugi završetak u kojem je Ali pobijedio.

## Filmografija
Prema IMDbu Rocky Marciano se pojavio u sljedećim TV emisijama, serijalima i filmovima:
- 1963, Combat!, TV serijal, epizoda "Masquerade", uloga vojnika koji pozdravlja teretnjaka Crvenog križa
- 1963, The Keefe Brasselle Show, TV emisija
- 1960, College Confidential, TV serijal, uloga zamjenika šerifa
- 1957, Captain David Grief,  TV Serijal, epizoda "Idiots of Rapa-Nui", uloga: Captain Riley
- 1957, The Delicate Delinquent (film), statičar

## Smrt
Poginuo je u nesreći malog zrakoplova 31. kolovoza 1969. godine u 45. godini života.

## Nasljeđe
Povijest športa ga pamti kao jedinog neporaženog prvaka teške kategorije boksa. U 49 susreta pobijedio je 49 puta, od toga čak 43 puta (87,76%) nokautom. Karijeru je završio teško dostižnim rezultatom 49-0-0, a naslov svjetskog prvaka teške kategorije obranio je šest puta. Niti jedna od njegovih prvih 16 borba nije otišla dalje od pete runde, 9 je pobijedio u prvoj, pa stoga i ne čudi što samo šest borbi nije završio nokautom suparnika. Rocky je bio svjetski prvak od 1952. do 1956. godine i jedan je od dvojice prvaka u povijesti boksa koji su se povukli neporaženi. Osim njega to je uspio Floyd Mayweather Jr.

Opis Rockyja Marciana najbolje je dao novinar Red Smith, dobitnik Pulitzerove nagrade: 
»Rocky nije mogao boksati poput [Genea] Tunneyja i vjerojatno nije tako snažno udarao kao [Joe] Louis, ali nečim je izazivao ogroman respekt protivnika. Bio je najtvrđi, najjači i najkompletniji čovjek koji je ikad nosio boksačke rukavice. U njegovom rječniku strah nije postojao, a bol skoro nije imala nikakvo značenje.«
Svjetski boksački odbor planirao je instalaciju Marcianovog brončanog kipa za njegov rodni grad Brockton [2009.]. Kip je bio bio dar Svjetskog boksačkog odbora, a umjetnik je bio 
Mario Rendon, predsjedavajući u Instituto Universitario de las Bellas Artes iz Colima, Meksiko. Nakon nekoliko godina kašnjenja oko planiranja, ceremonija kopanja tla održana je 1. travnja 2012 godine u dvorištu srednje škole u Brocktonu. Kip je svečano otkriven 23. rujna 2012. godine na 60. godišnjicu Marcianove pobjede titule svjetskog prvaka u boksu. Marciano također ima brončani kip u rodnom mjestu svog oca u Ripa Teatina u Italiji,

## Vanjske poveznice
- (engl.) Službena stranica  Arhivirana inačica izvorne stranice od 30. prosinca 2010. (Wayback Machine)